# Andy Ram
Andy Ram (hebräisch אנדי רם; * 10. April 1980 in Montevideo, Uruguay) ist ein ehemaliger israelischer Tennisspieler.
Der Doppelspezialist errang in seiner 16 Jahre langen Karriere 19 Titel im Doppel und stand in 18 weiteren Endspielen. Bei allen vier Grand-Slam-Turnieren erreichte er mindestens das Halbfinale, bei den Australian Open 2008 gewann er mit seinem Stammpartner Jonathan Erlich seinen einzigen Doppeltitel auf dieser Ebene. Darüber hinaus war er zweimal im Mixed-Doppel auf Grand-Slam-Ebene erfolgreich. In der Weltrangliste stieg er 2008 bis auf Platz 5.

## Karriere
Der Rechtshänder entschied in seiner Karriere 19 Turniere im Doppel für sich und erreichte elf weitere Male das Endspiel einer Doppelkonkurrenz. Bis auf seinen ersten Erfolg in Indianapolis mit Mario Ančić und dreier weiterer Siege (zweimal mit Maks Mirny und einmal mit Michaël Llodra) erspielte er sämtliche Titel mit Landsmann Jonathan Erlich. 2004 erreichten sie bei den Olympischen Spielen in Athen das Viertelfinale. Größter gemeinsamer Erfolg war der Gewinn der Australian Open 2008.
Ram feierte auch in Mixed-Wettbewerben Erfolge. So war er 2006 in Wimbledon an der Seite von Wera Swonarjowa der erste Israeli, der ein Grand-Slam-Turnier gewinnen konnte; 2003 hatte er dort mit Anastassija Rodionowa bereits im Finale gestanden. 2007 fügte er zusammen mit Nathalie Dechy bei den French Open seiner Siegesliste einen zweiten Mixed-Erfolg hinzu.
Seine besten Weltranglistenplatzierungen erreichte er im August 2000 mit Rang 187 im Einzel und im Juli 2008 mit Platz 5 im Doppel.
Er beendete seine Karriere im September 2014. Seine letzte Partie bestritt er in der Davis-Cup-Partie gegen Argentinien an der Seite von Jonathan Erlich.
Andy Ram ist seit September 2006 mit Shiri Ram verheiratet. Das Paar hat zwei Kinder.

## Erfolge
| Legende (Anzahl der Siege)                           |
| ---------------------------------------------------- |
| Grand Slam (3)                                       |
| Tennis Masters Cup                                   |
| ATP Masters Series ATP World Tour Masters 1000 (3)   |
| ATP International Series Gold ATP World Tour 500 (2) |
| ATP International Series ATP World Tour 250 (13)     |
| ATP Challenger Tour (17)                             |

| ATP-Titel nach Belag |
| -------------------- |
| Hartplatz (12)       |
| Sand (2)             |
| Rasen (4)            |
| Teppich (3)          |

### Einzel

#### Turniersiege

##### ATP Challenger Tour
| Nr. | Datum         | Turnier | Belag | Finalgegner   | Ergebnis |
| --- | ------------- | ------- | ----- | ------------- | -------- |
| 1.  | 16. Juli 2000 | Bristol | Rasen | Julian Knowle | 6:3, 6:3 |

### Doppel

#### Turniersiege

##### ATP World Tour
| Nr. | Datum              | Turnier         | Belag         | Partner         | Finalgegner                          | Ergebnis          |
| --- | ------------------ | --------------- | ------------- | --------------- | ------------------------------------ | ----------------- |
| 1.  | 21. Juli 2003      | Indianapolis    | Hartplatz     | Mario Ančić     | Diego Ayala Robby Ginepri            | 2:6, 7:63, 7:5    |
| 2.  | 29. September 2003 | Bangkok (1)     | Hartplatz (i) | Jonathan Erlich | Jarkko Nieminen Andrew Kratzmann     | 6:3, 7:64         |
| 3.  | 13. Oktober 2003   | Lyon (1)        | Teppich (i)   | Jonathan Erlich | Nicolas Mahut Julien Benneteau       | 6:1, 6:3          |
| 4.  | 11. Oktober 2004   | Lyon (2)        | Teppich (i)   | Jonathan Erlich | Radek Štěpánek Jonas Björkman        | 7:62, 6:2         |
| 5.  | 25. Februar 2005   | Rotterdam       | Hartplatz (i) | Jonathan Erlich | Cyril Suk Pavel Vízner               | 6:4, 4:6, 6:3     |
| 6.  | 20. Juni 2005      | Nottingham (1)  | Rasen         | Jonathan Erlich | Simon Aspelin Todd Perry             | 4:6, 6:3, 7:5     |
| 7.  | 9. Januar 2006     | Adelaide        | Hartplatz     | Jonathan Erlich | Paul Hanley Kevin Ullyett            | 7:64, 7:610       |
| 8.  | 26. Juni 2006      | Nottingham (2)  | Rasen         | Jonathan Erlich | Igor Kunizyn Dmitri Tursunow         | 6:3, 6:2          |
| 9.  | 28. August 2006    | New Haven       | Hartplatz     | Jonathan Erlich | Mariusz Fyrstenberg Marcin Matkowski | 6:3, 6:3          |
| 10. | 2. Oktober 2006    | Bangkok (2)     | Hartplatz (i) | Jonathan Erlich | Andy Murray Jamie Murray             | 6:2, 2:6, [10:4]  |
| 11. | 19. August 2007    | Cincinnati      | Hartplatz     | Jonathan Erlich | Bob Bryan Mike Bryan                 | 4:6, 6:3, [13:11] |
| 12. | 26. Januar 2008    | Australian Open | Hartplatz     | Jonathan Erlich | Arnaud Clément Michaël Llodra        | 7:5, 7:64         |
| 13. | 21. März 2008      | Indian Wells    | Hartplatz     | Jonathan Erlich | Daniel Nestor Nenad Zimonjić         | 6:4, 6:4          |
| 14. | 12. Oktober 2008   | Wien            | Hartplatz (i) | Maks Mirny      | Philipp Petzschner Alexander Peya    | 6:1, 7:5          |
| 15. | 20. Oktober 2008   | Lyon (3)        | Teppich (i)   | Michaël Llodra  | Ross Hutchins Stephen Huss           | 6:3, 5:7, [10:8]  |
| 16. | 5. April 2009      | Miami           | Hartplatz     | Maks Mirny      | Ashley Fisher Stephen Huss           | 6:74, 6:2, [10:7] |
| 17. | 19. Juni 2011      | Eastbourne      | Rasen         | Jonathan Erlich | Andreas Seppi Grigor Dimitrow        | 6:3, 6:3          |
| 18. | 27. August 2011    | Winston-Salem   | Hartplatz     | Jonathan Erlich | Christopher Kas Alexander Peya       | 7:62, 6:4         |
| 19. | 6. Mai 2012        | Belgrad         | Sand          | Jonathan Erlich | Martin Emmrich Andreas Siljeström    | 4:6, 6:2, [10:6]  |

##### ATP Challenger Tour
| Nr. | Datum             | Turnier             | Belag         | Partner         | Finalgegner                      | Ergebnis          |
| --- | ----------------- | ------------------- | ------------- | --------------- | -------------------------------- | ----------------- |
| 1.  | 19. Februar 2000  | Kalkutta            | Rasen         | Nir Welgreen    | Grégory Carraz Mark Nielsen      | 2:1 aufgg.        |
| 2.  | 23. Juli 2000     | Manchester          | Rasen         | Dejan Petrović  | Yves Allegro Ivo Heuberger       | 6:2, 7:61         |
| 3.  | 29. Juli 2000     | Pozoblanco          | Hartplatz     | Dejan Petrović  | Óscar Burrieza López Daniel Melo | 6:1, 6:4          |
| 4.  | 29. Juli 2001     | Campos do Jordão    | Hartplatz     | Dejan Petrović  | Adriano Ferreira Daniel Melo     | 6:3, 6:4          |
| 5.  | 5. August 2001    | Belo Horizonte      | Hartplatz     | Dejan Petrović  | Barry Cowan Eric Taino           | 6:3, 6:4          |
| 6.  | 12. August 2001   | Gramado             | Hartplatz     | Dejan Petrović  | Adriano Ferreira Daniel Melo     | 6:4, 6:4          |
| 7.  | 7. Oktober 2001   | Grenoble            | Hartplatz (i) | Jonathan Erlich | Paul Rosner Glenn Weiner         | 6:4, 3:6, 7:64    |
| 8.  | 25. November 2001 | Puebla              | Hartplatz     | Jonathan Erlich | Marco Chiudinelli Tuomas Ketola  | 6:4, 6:75, 6:1    |
| 9.  | 2. Dezember 2001  | San José            | Hartplatz     | Jonathan Erlich | Daniel Melo Dušan Vemić          | 6:3, 6:3          |
| 10. | 9. März 2003      | Kyōto               | Teppich (i)   | Amir Hadad      | Jan Hájek Wang Yeu-tzuoo         | 3:6, 6:3, 6:1     |
| 11. | 10. August 2003   | Binghamton          | Hartplatz     | Jonathan Erlich | Stephen Huss Myles Wakefield     | 6:4, 6:3          |
| 12. | 7. September 2003 | Istanbul            | Hartplatz     | Jonathan Erlich | Amir Hadad Harel Levy            | 7:65, 7:66        |
| 13. | 12. Juli 2008     | Ramat haScharon (1) | Hartplatz     | Jonathan Erlich | Serhij Bubka Michail Jelgin      | 6:3, 7:63         |
| 14. | 8. Mai 2010       | Ramat haScharon (2) | Hartplatz     | Jonathan Erlich | Alexander Peya Simon Stadler     | 6:4, 6:3          |
| 15. | 4. August 2013    | Vancouver           | Hartplatz     | Jonathan Erlich | Jamie Cerretani Adil Shamasdin   | 6:1, 6:4          |
| 16. | 11. August 2013   | Aptos               | Hartplatz     | Jonathan Erlich | Chris Guccione Matt Reid         | 6:3, 6:76, [10:2] |

#### Finalteilnahmen
| Nr. | Datum             | Turnier          | Belag         | Partner         | Finalgegner                   | Ergebnis          |
| --- | ----------------- | ---------------- | ------------- | --------------- | ----------------------------- | ----------------- |
| 1.  | 12. Januar 2004   | Chennai (1)      | Hartplatz     | Jonathan Erlich | Rafael Nadal Tommy Robredo    | 6:73, 6:4, 3:6    |
| 2.  | 23. Februar 2004  | Rotterdam (1)    | Hartplatz (i) | Jonathan Erlich | Paul Hanley Radek Štěpánek    | 7:5, 6:75, 5:7    |
| 3.  | 31. Juli 2005     | Los Angeles      | Hartplatz     | Jonathan Erlich | Rick Leach Brian MacPhie      | 3:6, 4:6          |
| 4.  | 15. August 2005   | Montreal (1)     | Hartplatz     | Jonathan Erlich | Wayne Black Kevin Ullyett     | 7:67, 3:6, 0:6    |
| 5.  | 3. Oktober 2005   | Bangkok          | Hartplatz (i) | Jonathan Erlich | Paul Hanley Leander Paes      | 7:65, 1:6, 2:6    |
| 6.  | 17. Oktober 2005  | Wien             | Hartplatz (i) | Jonathan Erlich | Mark Knowles Daniel Nestor    | 3:5, 4:52         |
| 7.  | 27. Februar 2006  | Rotterdam (2)    | Hartplatz (i) | Jonathan Erlich | Paul Hanley Kevin Ullyett     | 6:74, 6:72        |
| 8.  | 15. Mai 2006      | Rom              | Sand          | Jonathan Erlich | Mark Knowles Daniel Nestor    | 4:6, 7:5, [11:13] |
| 9.  | 4. März 2007      | Las Vegas        | Hartplatz     | Jonathan Erlich | Bob Bryan Mike Bryan          | 6:76, 2:6         |
| 10. | 18. März 2007     | Indian Wells (1) | Hartplatz     | Jonathan Erlich | Martin Damm Leander Paes      | 4:6, 4:6          |
| 11. | 5. August 2007    | Washington, D.C. | Hartplatz     | Jonathan Erlich | Bob Bryan Mike Bryan          | 6:75, 6:3, [7:10] |
| 12. | 3. August 2008    | Cincinnati       | Hartplatz     | Jonathan Erlich | Bob Bryan Mike Bryan          | 6:4, 6:72, [7:10] |
| 13. | 22. Februar 2009  | Marseille (1)    | Hartplatz (i) | Julian Knowle   | Arnaud Clément Michaël Llodra | 6:3, 3:6, [8:10]  |
| 14. | 21. März 2009     | Indian Wells (2) | Hartplatz     | Maks Mirny      | Mardy Fish Andy Roddick       | 6:3, 1:6, [12:14] |
| 15. | 16. August 2009   | Montreal (2)     | Hartplatz     | Maks Mirny      | Mahesh Bhupathi Mark Knowles  | 4:6, 3:6          |
| 16. | 29. November 2009 | London           | Hartplatz (i) | Maks Mirny      | Bob Bryan Mike Bryan          | 6:75, 3:6         |
| 17. | 14. November 2010 | Paris            | Hartplatz (i) | Mark Knowles    | Maks Mirny Mahesh Bhupathi    | 5:7, 5:7          |
| 18. | 8. Januar 2012    | Chennai (2)      | Hartplatz     | Jonathan Erlich | Leander Paes Janko Tipsarević | 4:6, 4:6          |

### Mixed

#### Turniersiege
| Nr. | Datum        | Turnier     | Belag | Partnerin       | Finalgegner                       | Ergebnis |
| --- | ------------ | ----------- | ----- | --------------- | --------------------------------- | -------- |
| 1.  | 9. Juli 2006 | Wimbledon   | Rasen | Wera Swonarjowa | Bob Bryan Venus Williams          | 6:3, 6:2 |
| 2.  | 7. Juni 2007 | French Open | Sand  | Nathalie Dechy  | Nenad Zimonjić Katarina Srebotnik | 7:5, 6:3 |

#### Finalteilnahmen
| Nr. | Datum           | Turnier         | Belag     | Partnerin           | Finalgegner                      | Ergebnis |
| --- | --------------- | --------------- | --------- | ------------------- | -------------------------------- | -------- |
| 1.  | 6. Juli 2003    | Wimbledon       | Rasen     | Anastasia Rodionova | Leander Paes Martina Navratilova | 3:6, 3:6 |
| 2.  | 1. Februar 2009 | Australian Open | Hartplatz | Nathalie Dechy      | Sania Mirza Mahesh Bhupathi      | 3:6, 1:6 |

## Abschneiden bei bedeutenden Turnieren

### Doppel
Die Tabelle listet die Ergebnisse der Grand-Slam-Turniere, der ATP Finals, der Olympischen Spiele, des Davis Cups und der Masters-Turniere auf.
| Turnier           | 2014 | 2013 | 2012 | 2011 | 2010 | 2009 | 2008 | 2007 | 2006 | 2005 | 2004 | 2003 | 2002 | 2001 | Karriere |
| ----------------- | ---- | ---- | ---- | ---- | ---- | ---- | ---- | ---- | ---- | ---- | ---- | ---- | ---- | ---- | -------- |
| Australian Open   | 1    | —    | 1    | 2    | 1    | 2    | S    | AF   | 2    | AF   | 2    | —    | 1    | —    | 1 × S    |
| French Open       | —    | 2    | 2    | 1    | HF   | 1    | AF   | AF   | 2    | —    | AF   | —    | —    | —    | 1 × HF   |
| Wimbledon         | 1    | 1    | 2    | 1    | AF   | AF   | VF   | 2    | AF   | AF   | 1    | HF   | —    | 2    | 1 × HF   |
| US Open           | —    | 2    | 2    | 2    | 1    | HF   | 2    | AF   | AF   | VF   | 1    | 1    | —    | 1    | 1 × HF   |
| ATP Finals        | —    | —    | —    | —    | —    | F    | —    | RR   | RR   | —    | —    | —    | —    | —    | 1 × F    |
| Indian Wells      | —    | —    | —    | AF   | VF   | F    | S    | F    | 1    | AF   | AF   | —    | —    | —    | 1 × S    |
| Miami             | —    | —    | —    | VF   | 1    | S    | 1    | 1    | HF   | VF   | AF   | —    | —    | —    | 1 × S    |
| Monte Carlo       | —    | —    | —    | 1    | 1    | VF   | VF   | AF   | AF   | —    | AF   | —    | —    | —    | 2 × VF   |
| Madrid            | —    | —    | —    | 1    | VF   | AF   | 1    | 1    | VF   | AF   | AF   | —    | —    |      | 2 × VF   |
| Rom               | —    | —    | —    | —    | 1    | VF   | AF   | AF   | F    | 1    | 1    | —    | —    | —    | 1 × F    |
| Hamburg           |      |      |      |      |      |      | AF   | HF   | VF   | 1    | 1    | —    | —    | —    | 1 × HF   |
| Kanada            | —    | —    | —    | —    | AF   | F    | AF   | HF   | AF   | F    | VF   | —    | —    | —    | 2 × F    |
| Cincinnati        | —    | —    | —    | —    | VF   | AF   | F    | S    | HF   | 1    | VF   | —    | —    | —    | 1 × S    |
| Stuttgart         |      |      |      |      |      |      |      |      |      |      |      |      |      | —    | —        |
| Shanghai          | —    | —    | —    | —    | 1    | AF   |      |      |      |      |      |      |      |      | 1 × AF   |
| Paris             | —    | —    | —    | 1    | F    | AF   | VF   | 1    | AF   | VF   | —    | —    | —    | —    | 1 × F    |
| Olympische Spiele |      |      | VF   |      |      |      | 1    |      |      |      | VF   |      |      |      | 2 × VF   |
| Davis Cup         | PO   | 1    | PO   | PO   | 1    | HF   | 1    | PO   | —    | —    | —    | —    | —    | —    | 1 × HF   |

Zeichenerklärung: S = Turniersieg; F, HF, VF, AF = Einzug ins Finale, Halb-, Viertel-, Achtelfinale; 1, 2, 3 = Ausscheiden in der 1., 2., 3. Haupt- / Finalrunde; Q1, Q2, Q3 = Ausscheiden in der 1., 2. 3. Qualifikationsrunde; RR = Round Robin (Gruppenphase); nicht ausgetragen oder andere Kategorie; PO (Playoff), P2 = Auf-/Abstiegsrunde zur Weltgruppe I/II im Davis Cup; W2 = Teilnahme in der Weltgruppe II